# Martin Frese
Martin Frese, né le 4 janvier 1998 à Rødovre au Danemark, est un footballeur danois qui évolue au poste d'arrière gauche au Hellas Verona.

## Biographie

### FC Nordsjælland
Né à Rødovre au Danemark, Martin Frese est formé au FC Nordsjælland, qu'il rejoint en provenance du BK Frem et où il intègre l'équipe U15. Il évolue alors au poste d'ailier gauche. 
Frese joue son premier match le 5 mai 2017, lors d'une rencontre de Superligaen face au FC Copenhague. Il est titularisé au poste d'arrière gauche dans une défense à cinq, il se blesse à la 35e minute de jeu et cède sa place à Patrick da Silva. Les deux équipes se neutralisent ce jour-là (2-2 score final). Touché aux ligaments croisés du genou, il est absents pour de longs mois. Malgré la perte du joueur pour une longue période, le FC Nordsjælland décide de lui faire signer un premier contrat professionnel en vue de l'intégrer en équipe première à son retour de blessure.
Il joue à nouveau pour l'équipe première lors d'une rencontre de Ligue Europa face au Cliftonville FC le 12 juillet 2018 (0-1 pour Nordsjælland), puis en coupe du Danemark le 26 septembre 2018 contre le HB Køge. Il entre en jeu à la place de Jonathan Amon et son équipe l'emporte par quatre buts à zéro.
En février 2019, Frese se blesse à nouveau, sa saison est dès lors terminée et il est absent pour une longue période. Il fait son retour à la compétition le 31 août 2019, lors d'une rencontre de championnat face à l'Hobro IK. Il entre en jeu à la place de Mathias Rasmussen et son équipe l'emporte par deux buts à un.
Le 4 octobre 2020, Frese inscrit son premier but en professionnel lors d'une rencontre de championnat face au FC Copenhague. Il est titularisé lors de ce match perdue par son équipe (3-2).
Le 16 juillet 2021, Martin Frese prolonge son contrat avec con club formateur et change de numéro de maillot, optant pour le 5,.
Frese inscrit son premier but en coupe d'Europe le 24 août 2023, à l'occasion d'une rencontre qualificative pour la phase de groupe de Ligue Europa Conférence 2023-2024 face au FK Partizan Belgrade. Titulaire, il ouvre le score et participe à la victoire des siens par cinq buts à zéro,.

### Hellas Vérone
Le 11 juillet 2024, Martin Frese rejoint librement le Hellas Vérone, avec lequel il signe un contrat de trois ans, soit jusqu'en juin 2027.
Il joue son premier match sous ses nouvelles couleurs le 18 août 2024, lors de la première journée de la saison 2024-2025 de Serie A face au SSC Naples. Il est titularisé et son équipe l'emporte par trois buts à zéro.